# رابرت پریش
رابرت پریش (انگلیسی: Robert Parrish; ۴ ژانویهٔ ۱۹۱۶ – ۴ دسامبر ۱۹۹۵) هنرپیشه، کارگردان و تدوین‌گر اهل ایالات متحده آمریکا بود. خواهر و برادر پریش، از جمله بورلی و هلن ، در دهه 1920 زمانی که خانواده به لس آنجلس نقل مکان کردند وارد بازیگری شدند.

## برگزیده فیلمشناسی

### کارگردانی
- مأموریت - پاریس! (۱۹۵۲)
- کازینو رویال (۱۹۶۷)
- قرارداد مارسی (۱۹۷۴)

### تدوین
- نبرد میدوی (۱۹۴۲)
- ۷ دسامبر (۱۹۴۳)
- مرد دوچهره (۱۹۴۷)
- جسم و روح (۱۹۴۷; به همراه فرنسیس دی. لیون)
- تمام مردان شاه (۱۹۴۹; به همراه Al Clark)
- آواز غمگین برای من نخوان (۱۹۵۰; به همراه ویلیام لیون)

## جوایز
وی برای فیلم جسم و روح برنده جایزه اسکار بهترین تدوین فیلم شد.

## مطالعه بیشتر
- Holmstrom, John (1996). The Moving Picture Boy: An International Encyclopaedia from 1895 to 1995. Norwich: Michael Russell. p. 71. ISBN 978-0-85955-178-6. OCLC 37491135.
- van Gelder, Lawrence (December 6, 1995). "Robert Parrish, 79, Film Editor-Director, Dies". نیویورک تایمز.